# Denis Grechikho
Denis Grechikho (tiếng Belarus: Дзяніс Грачыха; tiếng Nga: Денис Гречихо; sinh 22 tháng 5 năm 1999) là một cầu thủ bóng đá Belarus. Tính đến năm 2021, anh thi đấu cho Rukh Brest.